# Aczél György (festő)
Aczél György, George Henry Aczel (Szabadka, Bács-Bodrog vármegye, 1907. április 17. – London, Nagy-Britannia, 1997) magyar származású festőművész, restaurátor. 

## Élete
Aczél Henrik Emil és Kainer Ilona fiaként született a Bács-Bodrog vármegyei Szabadkán, 1907. április 17-én; apai nagyapja, Aczél (Austerlitz) Jakab amatőr festő és Nagyvárad város törvényhatósági bizottsági tagja volt. Középiskolai tanulmányait a szabadkai állami gimnáziumban folytatta, ahol 1925-ben érettségizett, majd a budapesti tudományegyetemen rövid ideig esztétikát és művészettörténetet tanult.
Érdeklődése már ezt megelőzően is a középkori és reneszánsz festmények restaurálása felé fordult, húszas évei elején hosszabb tanulmányutat tett Olaszországban, hogy a 15. századi itáliai mesterek stílusát tanulmányozza. Ennek során nemcsak bejárta a jelentősebb múzeumokat, de egy módszert is kidolgozott a klasszikus alkotók által használt festékek összetételének vizsgálatára.
Hazatérése után egyik első megbízatását a ferences rendtől kapta, a budai Margit körúti rendház oltárképeinek restaurálására, majd 1930-ban egy zágrábi nagyiparos kérte fel családi képtára rendezésére. E munka során az egyik tájkép alatt egy eredeti Tiziano-madonnát fedezett fel; egyben ez volt az első festmény, amelynek eredetiségét kémiai módszerével sikeresen igazolni is tudta.
Kevéssel ezután Eszékről kérte fel egy bankigazgató egy reneszánsz kori kép beazonosítására. Ezt a művet is saját vegyi elemző eljárásának vetette alá, s e vizsgálata újabb szenzációt szült: ezúttal egy eredeti Raffaello-festményre bukkant. Különleges felfedezései rövid időn belül széles körű képszakértői elismertséget és ismertséget hoztak a számára. Műgyűjtők és műkereskedők sora bízta meg gyűjteményük ellenőrzésével, sajtóhírek szerint 1933–1934-ben még Indiából is kapott felkérést egy ott élő angol gyűjtőtől műtárgyai restaurálására.
1934-től egy darabig ismét Budapesten élt, ahol főleg oltárképeket restaurált, majd Berlinbe utazott, ahol egy olyan intézet felállítását tervezték, melynek feladata a német múzeumokban fellelhető, kétes eredetű műalkotások revíziója. Mivel az intézet végül mégsem jött létre, Franciaországba, majd az ausztriai Mariazellbe költözött, végül – 1938 körül, már világszerte ismert restaurátorként és szakértőként – Londonban telepedett le.
Angliában a legnagyobb köz- és magángyűjtemények is foglalkoztatták: jellemzően olyan esetekben keresték fel, ha hagyatékból előkerült képet kellett minden kétséget kizáróan azonosítani, vagy ha nagy értékű, ám súlyosan sérült képet kellett helyreállítani. A korabeli brit sajtó e munkásságának elismeréseként több ízben „a festmények orvosa”, illetve „a képek Sherlock Holmes-a” megnevezésével illette. 
Első önálló kiállítása még 1930-ban volt Zágrábban, két évvel később szülővárosában vett részt műveivel a bácskai festők munkásságát bemutató tárlaton, 1980-ban pedig Londonban szerepelt egy gyűjteményes kiállításon.

## Magánélete
1928. június 29-én kötött házasságot, felesége Palágyi Lívia Edit, Palágyi Lajos (született Silberstein Lázár) óbecsei származású író, költő, szerkesztő és Schlesinger Cecília leánya volt. Fiuk, Aczél Péter (Peter Henry George Aczel) matematikus, a Manchesteri Egyetem professzora lett.

## Cikkek, interjúk
- Szuboticai festő kiállítása Zagrebban. (Napló, 1930. nov. 23.)
- Aczél György Eszéken. (Napló, 1931. máj. 31.)
- Eredeti Tizian- és Raffael-képet fedezett fel egy fiatal művész. (Magyar Hírlap, 1932. augusztus 18.)
- Ladányi Lóránt: Kémiai úton egy ismeretlen Rafaelt és egy elveszett Tiziant fedezett fel Aczél György képrestaurátor. Beszélgetés a magyar feltalálóval, akiről Jugoszláviában hasábos cikkeket írnak. (Az Újság, 1932. augusztus 18.)
- Ismeretlen Rembrant-kép egy vaslapon. Aczél György képrestaurátor szenzációs felfedezése. (8 Órai Újság, 1934. március 21.)
- Halász Péter: Magyarok a nagyvilágban. Képek titkainak tudója. (Szabadság, 1971. május 19.)

## Külső hivatkozások
- Gajdos Tibor: Képzőművészeti élet Szabadkán a két világháború között. (Szabadka, 1977)
- Exhibition of Flower Paintings by Georg Aczel. Katalógus. (London, 1980)
- Gajdos Tibor: Szabadka képzőművészete. Történeti áttekintés a kezdetektől 1973-ig. (Szabadka, 1995)
- Balázs-Arth Valéria: Délvidéki magyar képzőművészeti lexikon. (Bp., 2007).